# Meteorológicos (Aristóteles)
Meteorológicos o Meteorología (en griego: Μετεωρολογικά; latín: Meteorologica o Meteora) es un tratado de Aristóteles. El texto trata lo que Aristóteles creía haber sido todos los afectos comunes del aire y el agua, las partes de la tierra y los afectos de sus partes. Incluye los primeros relatos de la evaporación del agua, los terremotos y otros fenómenos meteorológicos.
Un compendio árabe de Meteorología, llamado al-'Athar al-`Ulwiyyah (en árabe: الآثار العلوية) y producido c. 800 del erudito antioqueno Yahya ibn al-Bitriq, circuló ampliamente entre los eruditos musulmanes durante los siguientes siglos. Esto fue traducido al latín por Gerardo de Cremona en el siglo XII, y de este modo, durante el Renacimiento del siglo XII, ingresó en el mundo europeo occidental de escolástica medieval. La "vieja traducción" de Gerard (vetus translatio) fue reemplazada por un texto mejorado de William of Moerbeke, la nova translatio, que fue ampliamente leída, ya que sobrevive en numerosos manuscritos; recibió comentarios de Tomás de Aquino y fue impreso a menudo durante el Renacimiento.

## Física

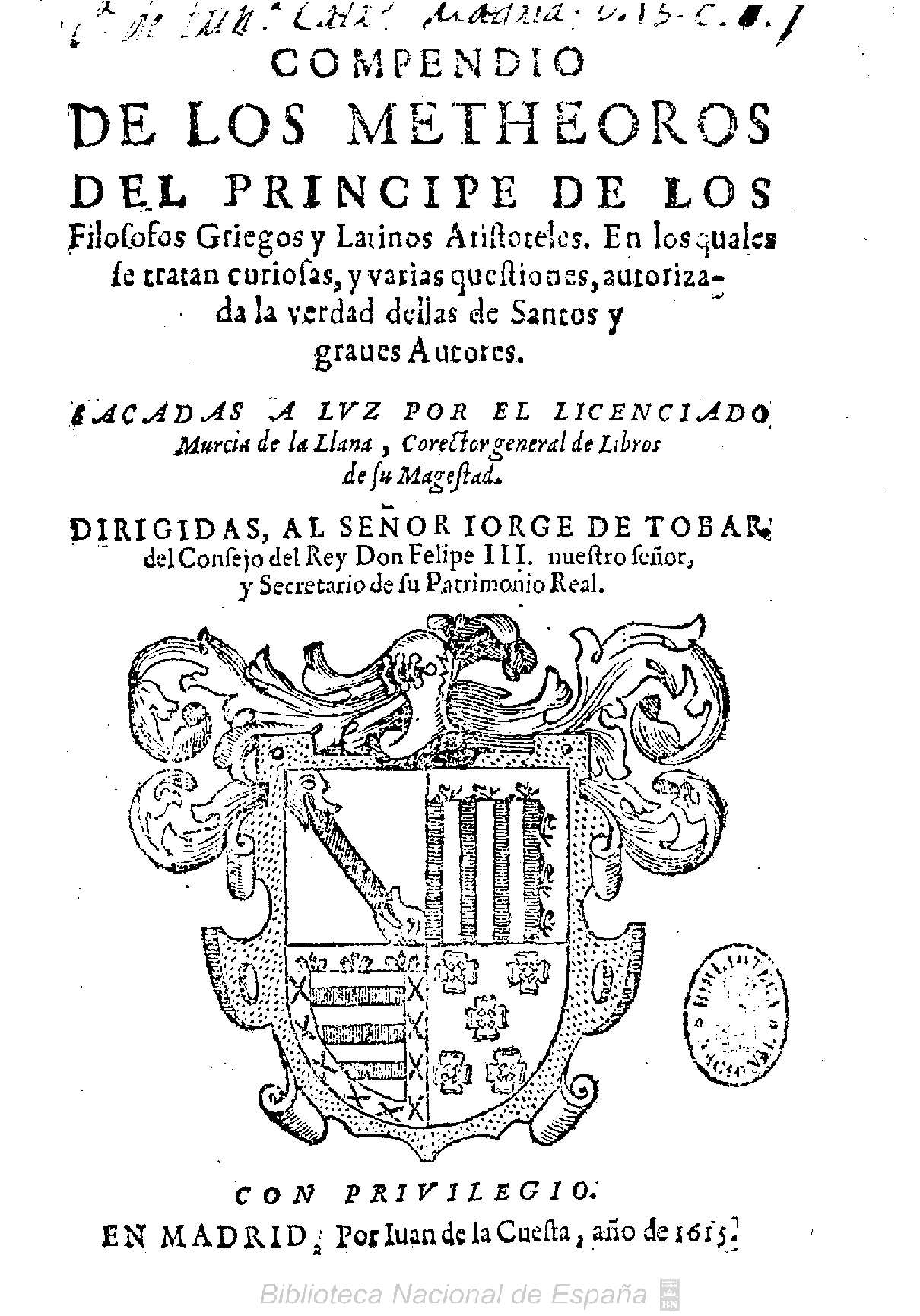
Compendio de los metheoros, del principe de los filosofos griegos y latinos Aristoteles de Francisco Murcia de la Llana (1615).

"...está constituida la naturaleza de los cuerpos que se desplazan en círculos y que otros cuatro cuerpos (se forman) mediante los cuatro principios, de los que decimos que hay un doble movimiento, el movimiento a partir del centro y el movimiento hacia el centro." (Libro I, 339a, 14-15)
"Hay que considerar, por tanto, que las causas de lo que sucede en tomo a este (mundo)son el fuego, la tierra y los (elementos) afines a ellos, en tanto que principios materiales de las cosas que se generan (designamos de este modo, en efecto, a lo que subyace y es pasivo), mientras que aquello (que es) causa como principio originario del movimiento hay que situarlo en la fuerza de los (cuerpos) que están siempre en movimiento." (Libro I, 339a, 27-32)
Esta es una referencia al motor inmóvil, una explicación teleológica.

## Cuatro elementos
"...siendo éstos (en número de) cuatro, fuego, aire, agua y tierra, el que se superpone a todos ellos es el fuego, y el que subyace (a todos), la tierra; y que (hay otros) dos que guardan entre sí la misma relación que aquéllos (en efecto, el aire es, entre todos, el más próximo al fuego, y el agua, a la tierra)." (Libro I, 339a,15-19)
"Sostenemos que el fuego, el aire, el agua y la tierra se engendran recíprocamente y que cada uno se halla en potencia en cada uno de ellos, como (ocurre) también con las demás cosas en las que subyace algo único e idéntico en lo que vienen a resolverse en último término." (Libro I, 339a, 36-b2)
Toda la materia terrestre se compone de estos cuatro elementos. Varias proporciones de los elementos se combinan para crear los diversos materiales que se encuentran en la naturaleza.

## Atmósfera

### Vapor de agua
"De lo que se evapora durante el día, todo aquello que no asciende mucho en el aire debido a la escasez del fuego que lo eleva en relación con el agua elevada y vuelve a caer al enfriarse de noche se llama rocío y escarcha." (Libro I, 347a, 13-15)
"Ambos rocío y escarcha se forman en tiempo claro y sin viento: pues ni se elevará (la humedad) si no hace claro ni podrá condensarse si sopla el viento." (Libro I, 347a, 26-28)
"...estos (fenómenos) se producen al no ascender mucho el vapor: en los montes no se forma escarcha. Una causa (de ello) es ésta, (a saber,) que (el vapor) se eleva desde lugares hondos y húmedos, de modo que, al igual que si transportara una carga demasiado grande para él, el calor que lo eleva no puede hacerlo ascender a mucha altura, sino que lo suelta de nuevo desde cerca (del suelo);" (Libro I, 347a, 29-34)

### Clima
"Cuando al tirar hacia abajo se inflama (esto se da si el viento se hace más tenue), se llama tormenta: pues enciende el aire coloreándolo con la ignición." (Libro III, 371a, 17-19)
"Así, pues, se forma un tifón cuando, al nacer un huracán, no puede desprenderse de la nube; y existe debido a la resistencia del torbellino, cuando la espiral se desplaza hacia la tierra llevando consigo la nube, (de la que) no puede liberarse. Allá donde sopla directamente lo mueve (todo) con su soplo y, con su movimiento circular, vuelca y levanta por la fuerza (aquello) sobre lo que se abate." (Libro III, 371a, 9-15)
Aristóteles describe las propiedades de los tornados y rayos.

## Geología
"Es evidente, por tanto, dado que el tiempo no se acabará y que el universo es eterno, que ni el Tanais ni el Nilo han fluido siempre, sino que en una época estaba seco el territorio por donde corren: pues su acción tiene un límite, pero el tiempo no. Algo semejante a esto correspondería decir sobre los demás ríos. Pero puesto que los ríos se forman y se destruyen y no siempre están cubiertas de agua las mismas zonas de la tierra, también ha de cambiar, necesariamente, el mar. Como siempre unas partes del mar retroceden y otras avanzan, es evidente que no siempre las mismas partes de la tierra son mar y las mismas tierra firme, sino que todas ellas cambian con el tiempo." (Libro I, 353a, 14-24)

## Geografía
"...los calores y el frío no aumentan con la longitud sino con la latitud, de modo que, si no lo impidiera la masa del mar, toda ella sería transitable (sin interrupción)-, y (lo mismo) con arreglo a la observación (obtenida) de los viajes por mar y por tierra: pues la longitud difiere mucho de la latitud. En efecto, la distancia desde las Columnas de Heracles hasta la India es, con respecto ala (que va) desde Etiopía hasta el lago Me~tis~~' y los últimos confines de Escitia, más de cinco a tres..." (Libro II, 362b, 19-24)

## Hidrología
"...el Mar Rojo parece comunicarse por un pequeño (estrecho) con el mar (situado) fuera de las Columnas..." (Libro II, 354a, 1-3)
" Todo el (mar situado) dentro de las Columnas de Heraces fluye según la concavidad de la tierr y el caudal de los ríos: en efecto, el Meotis desemboca en el Ponto y éste, en el Egeo. En cambio, el mar abierto (situado) fuera de aquéllas hace esto menos claramente." (Libro II, 354a, 11-15)

## Tierra esférica
"En efecto, estando situada el agua en tomo a la tierra, así como en torno a aquélla la esfera del aire y en tomo a ésta la llamada (esfera) de fuego..." (Libro II, 354b, 23-25)
Aristóteles está describiendo una litosfera esférica (Tierra), hidrósfera (agua) y atmósfera (aire y fuego).

## Edición en español
- Aristóteles (1996). Acerca del cielo. Meteorológicos. Traducción Miguel Candel Sanmartín. Biblioteca Clásica Gredos, Editorial Gredos. ISBN 978-84-249-1831-6.